# Belle Fourche-Cheyenne Valleys
Belle Fourche-Cheyenne Valleys es un territorio no organizado ubicado en el condado de Meade en el estado estadounidense de Dakota del Sur. En el Censo de 2010 tenía una población de 1839 habitantes y una densidad poblacional de 0,45 personas por km².

## Geografía
Belle Fourche-Cheyenne Valleys se encuentra ubicado en las coordenadas 44°25′38″N 102°45′16″O / 44.42722, -102.75444. Según la Oficina del Censo de los Estados Unidos, Belle Fourche-Cheyenne Valleys tiene una superficie total de 4105.77 km², de la cual 4090.58 km² corresponden a tierra firme y (0.37%) 15.17 km² es agua.

## Demografía
Según el censo de 2010, había 1839 personas residiendo en Belle Fourche-Cheyenne Valleys. La densidad de población era de 0,45 hab./km². De los 1839 habitantes, Belle Fourche-Cheyenne Valleys estaba compuesto por el 94.34% blancos, el 0.44% eran afroamericanos, el 2.07% eran amerindios, el 0.33% eran asiáticos, el 0% eran isleños del Pacífico, el 0.44% eran de otras razas y el 2.39% pertenecían a dos o más razas. Del total de la población el 1.69% eran hispanos o latinos de cualquier raza.